# Ảnh động cinemagraph
Ảnh động cinemagraphs là ảnh chụp tĩnh vật có những chuyện động nhỏ lặp đi lặp lại tạo thành một video clip. Chúng được xuất ra dưới dạng ảnh động GIF hoặc một số định dạng video khác, có thể tạo cho người xem cảm giác đảng xem hoạt ảnh.Một biến thể của nó là video snapshot. một biến thể khác là audio snapshot (ảnh tĩnh được liên kết với tệp âm thanh được tạo tại thời điểm chụp ảnh bởi một số máy ảnh nhất định cung cấp chức năng độc quyền này).
Thuật ngữ "cinemagraph" được đặt ra bởi các nhiếp ảnh gia người Mỹ Kevin Burg và Jamie Beck, những người đã sử dụng kỹ thuật này để tạo hoạt ảnh cho thời trang và tin tức của họ bắt đầu từ đầu năm 2011.